# Nippon Paper Cranes
Les Nippon Paper Cranes (日本製紙クレインズ, Nippon Seishi Kureinzu) sont une équipe de l'Asia League Ice Hockey basée à Kushiro, dans la région d'Hokkaidō au Japon.

## Historique
Le club fut fondé sous le nom de Jūjō Papaer Kushiro en 1949. Il adopte le nom de Nippon Paper Cranes en 1994 quand Jūjō Paper et Sanyō Kokusaku Pulp fusionnèrent pour devenir Nippon Paper.
L'équipe gagna la saison inaugurale de l'Asia League en 2003-2004, et remporta le titre de champion du Japon pour la première fois en 2006, titre conservé l'année suivante.
L'équipe disparait en 2019, mais une nouvelle équipe, les East Hokkaido Cranes, est admis dans la ligue l'année suivante comme successeur direct des Nippon Paper Cranes.

## Joueurs étrangers
- Joel Dyck, depuis 2003
- Darcy Mitani, depuis 2003
- Chris Lindberg, 2004-05 (équipes LNH : Flames/Nordiques)
- Derek Plante, 2005-07 (équipes LNH : Sabres/Stars/Blackhawks/Flyers)
- Jamie McLennan, 2007-08 (équipes LNH : Islanders/Blues/Wild/Flames/Rangers)
- Tyson Nash, depuis 2007 (équipes LNH : Blues/Coyotes)
- Kelly Fairchild, depuis 2008 (équipes LNH : Leafs/Stars/Avalanche)
- Brad Tiley, depuis 2008 (équipes LNH : Coyotes/Flyers)
- Chris Yule, depuis 2008